# Zenon Waraszkiewicz
Zenon Waraszkiewicz (ur. 20 marca 1909 w Warszawie, zm. 21 grudnia 1946 w Łodzi) – polski matematyk zajmujący się topologią, a w szczególności teorią continuów.

## Życiorys

### Życie rodzinne
Syn Stanisława, nauczyciela języków nowożytnych w warszawskich szkołach średnich, oraz Marii z Jankowskich. W roku 1914 wraz z rodziną wyjechał do Rosji. Żonaty, bez dzieci. W czasie okupacji wraz z żoną pozostał w Warszawie. Oficer Armii Krajowej. W latach czterdziestych cierpiał na choroby na żołądka i dwunastnicy, wskutek czego utrzymywał dietę. Zmarł w Łodzi po operacji żołądka, 21 grudnia 1946.

### Wykształcenie i kariera zawodowa
Uczęszczał do szkoły polskiej na Krymie. W 1918, rozpoczął naukę w warszawskim gimnazjum Kulwiecia, a następnie uczęszczał do gimnazjum Ludwika Lorentza, które ukończył w 1926. Studiował matematykę na Wydziale Filozoficznym Uniwersytetu Warszawskiego, którą ukończył w 1930. Doktoryzował się w 1932 na tym samym wydziale na podstawie rozprawy „O odwzorowaniach ciągłych kontynuów”. W latach 1929–1937 uczył matematyki w szkołach średnich; od 1936 był asystentem w katedrze matematyki Politechniki Warszawskiej na wydziałach chemii, a później inżynierii nie rezygnując z kariery nauczyciela w Liceum Handlowym. W 1936 habilituje się, ogłaszając treść rozprawy pod tytułem „O pokrewieństwie kontynuów” w Wiadomościach Matematycznych.
Podczas okupacji niemieckiej prowadził wykłady na tajnych kompletach w Warszawie (tzw. Kursy Jagodzińskiego). Po powstaniu warszawskim wyjechał do Częstochowy, gdzie również nauczał na tajnych kompletach. Po zakończeniu wojny objął stanowisko wykładowcy na Kursach Akademickich w Częstochowie. Od kwietnia 1945 na Uniwersytecie Łódzkim. Profesor Wyższej Szkoły Gospodarstwa Wiejskiego w Łodzi.

## Dorobek naukowy
Pierwsza praca Waraszkiewicza dotyczyła wzmocnienia twierdzenia Zygmunda o absolutnej zbieżności szeregów Fouriera okresowych funkcji lipschitzowskich. Kolejne prace dotyczyły teorii continuuów. Waraszkiewicz skonstruował continuum różnych continuów płaskich, niebędących ciągłymi obrazami jeden drugiego (tzw. spirale Waraszkiewicza). Waraszkiewicz opublikował łącznie 9 prac naukowych.